# Region Szari Środkowe
Region Szari Środkowe – jeden z 22 regionów administracyjnych Czadu, znajdujący się w południowej części kraju. Graniczy z regionami: Mandoul, Tandjilé, Szari-Bagirmi, Guéra, Salamat oraz Republiką Środkowoafrykańską. Nazwa regionu nawiązuje do rzeki Szari.
Większość mieszkańców regionu stanowi lud Sara. Podstawą utrzymania ludności jest rybołówstwo, hodowla oraz uprawa (bawełna, trzcina cukrowa).

## Departamenty
| Departament | Stolica | Prefektury                                                                       |
| ----------- | ------- | -------------------------------------------------------------------------------- |
| Barh Köh    | Sarh    | Sarh, Korbol, Koumogo, Moussa Foyo, Balimba                                      |
| Grande Sido | Maro    | Maro, Danamadji, Djéké Djéké, Sido                                               |
| Lac Iro     | Kyabé   | Kyabé, Bohobé, Boum Kebbir, Ngondeye, Roro, Baltoubaye, Dindjebo, Alako, Singako |

## Historia
W latach 2002–2008 region Moyen-Chari był jednym z 18 regionów Republiki Czadu.